# Discipline (album, King Crimson)
Discipline je osmé studiové album britské rockové skupiny King Crimson. Bylo vydáno v roce 1981 (viz 1981 v hudbě) a v britském žebříčku se umístilo nejlépe na 41. místě. Jedná se o první desku vydanou po sedmiletém přerušení činnosti skupiny.

## Popis alba a jeho historie
Počátkem roku 1981 založil Robert Fripp novou skupinu s názvem Discipline, do které také přibral Billa Bruforda, bývalého spoluhráče z King Crimson. K těmto dvou hudebníkům se přidali ještě Američané Adrian Belew a Tony Levin a kapela postupně začala vytvářet nový materiál a koncertovat. Nedlouho nato se muzikanti rozhodli vzkřísit název King Crimson a navázat tak na skupinu, kterou Fripp v roce 1974 rozpustil. Ještě v roce 1981 kapela nahrála a pod hlavičkou King Crimson vydala album Discipline, ovlivněné novou vlnou a hudebně tedy zcela odlišné od crimsonovských desek 70. let.
Discipline obsahuje celkem sedm písní. Úvodní „Elephant Talk“ otvírá intro hrané na Tonym Levinem na Chapman Stick, nový nástroj v King Crimson. Po následující „Frame by Frame“ je zařazena skladba „Matte Kudasai“, jejíž název v japonštině znamená „prosím, čekejte“. Původní verze alba obsahuje tuto píseň bez dodatečně odstraněné Frippovy kytary, přičemž pozdější vydání Discipline obsahují navíc osmou bonusovou skladbu – původní variantu „Matte Kudasai“. Text „Indiscipline“ je založen na dopisu, který Belewovi poslala jeho manželka Margaret, když se zabývala sochařskou tvorbou. „Thela Hun Ginjeet“ je první písní na druhé straně původní gramofonové desky. Její název je anagramem sousloví „heat in the jungle“ (česky „teplo v džungli“). Následující instrumentální „The Sheltering Sky“ je s více než osmi minutami nejdelší skladbou alba. Je pojmenována po stejnojmenném románu od Paula Bowlese. Album uzavírá titulní instrumentálka „Discipline“.
Skupina použila na přebal alba obrázek keltského uzlu, aniž tušila, že je chráněn autorským právem. Na dalších vydáních desky byl původní uzel nahrazen jiným od Steva Balla.

## Seznam skladeb
Všechny skladby napsal(i) Adrian Belew, Bill Bruford, Robert Fripp a Tony Levin. 
| Strana 1 | Strana 1       | Strana 1 |
| Pořadí   | Název          | Délka    |
| -------- | -------------- | -------- |
| 1.       | Elephant Talk  | 4:43     |
| 2.       | Frame by Frame | 5:09     |
| 3.       | Matte Kudasai  | 3:47     |
| 4.       | Indiscipline   | 4:33     |

| Strana 2       | Strana 2           | Strana 2 |
| Pořadí         | Název              | Délka    |
| -------------- | ------------------ | -------- |
| 1.             | Thela Hun Ginjeet  | 6:26     |
| 2.             | The Sheltering Sky | 8:22     |
| 3.             | Discipline         | 5:13     |
| Celková délka: | Celková délka:     | 38:13    |

## Obsazení
- King Crimson
  - Adrian Belew – zpěv, kytara
  - Robert Fripp – kytara, Frippertronics
  - Tony Levin – Chapman Stick, baskytara, vokály
  - Bill Bruford – bicí, perkuse